# Pteroneta ultramarina
Pteroneta ultramarina là một loài nhện trong họ Clubionidae.
Loài này thuộc chi Pteroneta. Pteroneta ultramarina được Hirotsugu Ono miêu tả năm 1989.